# Stavová rovnice
Stavovou rovnicí se v termodynamice označuje rovnice, která určuje vztah mezi jednotlivými stavovými veličinami charakterizujícími daný termodynamický systém. Stavová rovnice tedy popisuje makroskopický stav dané látky za určitých fyzikálních podmínek.

## Historický vznik stavové rovnice
Dnešní podoba stavové rovnice vznikla postupnou syntézou (vzájemným zobecněním) tří parciálních zákonů pro tři izoprocesy: izotermický, izobarický a izochorický děj, popsaný Boyleovým–Mariottovým, Gay-Lussacovým a Charlesovým zákonem, spolu s přibráním Avogadrova zákona, univerzální plynové konstanty a dospěním k pojmu absolutní termodynamické teploty. Podrobněji viz historická poznámka u Boyleova–Mariottova zákona.
Výše uvedené zákony jsou fenomenologickým popisem makroskopického termodynamického systému, získaným z experimentálních dat. Teprve později, spolu se vznikem statistické termodynamiky, bylo možno odvodit stavovou rovnici z mikroskopických představ o částicové povaze plynu (viz Odvození stavové rovnice ideálního plynu).

## Stavová rovnice ideálního plynu
Stavová rovnice ideálního plynu vyjadřuje vzájemnou závislost stavových veličin při termodynamických dějích v ideálním plynu. Lze ji vyjádřit ve tvaru
{\displaystyle pV=nRT\,},
kde p je tlak plynu, V je objem plynu, n je látkové množství, R je molární plynová konstanta a T je termodynamická teplota.
Stavová rovnice ideálního plynu se hodí pro popis reálných plynů pouze v poměrně úzkém rozmezí teplot a tlaků. Existují stavové rovnice, které se hodí k popisu reálných plynů lépe. Takové rovnice mají buď větší rozsah teplot a tlaků, v nichž jejich výsledky odpovídají skutečným reálným plynům, popř. se jedná o rovnice pro speciální oblasti, např. velmi vysoké tlaky apod. Přestože jsou takové rovnice blíže skutečnosti, je jejich řešení obvykle podstatně složitější.
Skutečné plyny se ideálnímu plynu blíží, pokud jsou dostatečně zředěné, což odpovídá nízkým tlakům, a při vyšších teplotách. V takových případech lze s dostatečnou přesností využít stavovou rovnici ideálního plynu.

### Odvození stavové rovnice ideálního plynu
V klasické mechanice se tlak p zavádí jako síla F na jednotku plochy S, tzn.
{\displaystyle p={\frac {F}{S}}}
Tlak p je tlak částic ideálního plynu na stěny nádoby, ve které jsou uzavřeny. Nádoba je uzavřená, to znamená že z ní neunikají ani do ní nevnikají částice (počet částic plynu se tedy nemění). Každá částice se může pohybovat ve třech nezávislých směrech a teplota uvnitř nádoby je konstantní. Pro jednoduchost uvažujeme nádobu tvaru krychle s hranou velikosti a, rovnice ale platí obecně pro uzavřenou nádobu libovolného tvaru.

#### Plocha stěn nádoby
Celková plocha S stěn naší nádoby (krychle) je {\displaystyle 6a^{2}}.

#### Síla působící na stěny nádoby
Uvažujeme, že v nádobě je uzavřeno N částic. Tento počet lze vyjádřit také jako {\displaystyle N=nN_{A}}, kde {\displaystyle N_{A}} je Avogadrova konstanta a {\displaystyle n} je látkové množství. Počet částic a látkové množství jsou tedy dvě různá vyjádření téhož. Vyjádření pomocí látkového množství ulehčuje práci fyzikům a chemikům, kteří mohou například místo s 12 044 281 714 000 000 000 000 000 částicemi počítat s 20 mol látky.
Aby byly výpočty vůbec realizovatelné, je třeba systém popsat pomocí relativně malého množství veličin. Bude to ale znamenat určitou ztrátu informace o systému. Veličiny, se kterými budeme počítat, budou s dostatečnou přesností popisovat systém jako celek. Na druhou stranu ztratíme přehled o pohybu každé jednotlivé částice. Namísto tlaku v každém čase se tak budeme muset spokojit s jeho průměrnou hodnotou. Fluktuace tlaku ale nebude nijak velká, a tak hodnota, kterou vypočteme pomocí statistiky bude dostatečně přesná. A tady přichází ke slovu statistická fyzika, která na začátku minulého století předznamenala nástup fyziky kvantové.
V klasické fyzice platí princip superpozice sil (a taktéž rychlostí a hybností), znamená to, že každou sílu nebo rychlost můžeme rozdělit na několik složek, které v součtu dají původní sílu nebo rychlost. Tento princip říká, že nepoznáme, zda na bod tělesa působí jedna síla, nebo sil víc, které mají stejnou výslednici. Je výhodné orientovat směry, do kterých rozložíme síly a rychlosti, rovnoběžně se stěnami nádoby (souřadnice x, y, z).
Pohyb jedné částice rozdělíme na tři nezávislé složky, a to ve třech směrech kolmých na stěny nádoby. V každém směru (například ve směru x) se částice pohybuje rychlostí vix, dokud nenarazí na stěnu, kde se odrazí a letí v opačném směru rychlostí stejné velikosti -vix, dokud nenarazí na protější stěnu a tak pořád dokola.
Síla působí na nádobu pouze při nárazu částice na stěnu. Celkovou sílu získáme jako průměrný součet sil všech částic, které v daný průměrný okamžik právě narazily na nějakou ze stěn nádoby. Předpokládám, že všechny částice mají stejnou hmotnost m.
Síla je definována jako změna hybnosti za čas. Často mluvíme o síle jako o okamžité veličině vztažené k danému okamžiku. Pro nás bude výhodnější uvažovat průměrnou sílu, kterou částice působí na stěnu nádoby v průběhu delšího intervalu, kterou získáme středováním přes čas. {\displaystyle i}-tá částice přispívá k celkové síle {\displaystyle F_{(x)i}} ve směru x silou úměrnou změně hybnosti {\displaystyle p_{{\text{hybnost}},(x)i}} v daném směru za čas {\displaystyle t}, tzn.
{\displaystyle F_{(x)i}={\frac {\Delta p_{{\text{hybnost}},(x)i}}{\Delta t}}={\frac {\Delta mv_{(x)i}}{\Delta t}}},
kde {\displaystyle m} je hmotnost částice (přičemž se předpokládá, že všechny částice mají stejnou hmotnost) a {\displaystyle v_{(x)i}} je {\displaystyle x}-ová složka vektoru rychlosti {\displaystyle i}-té částice.
Hybnost se změní vždy po nárazu o stěnu, tedy po časovém intervalu
{\displaystyle \Delta t={\frac {a}{v_{(x)i}}}},
kde {\displaystyle a} je délka hrany nádoby (podél osy {\displaystyle x}) a {\displaystyle v_{(x)i}} je opět {\displaystyle x}-ová složka rychlosti {\displaystyle i}-té částice.
Protože se při nárazu o stěnu kolmou na směr {\displaystyle x} změnila rychlost z {\displaystyle v_{(x)i}} na {\displaystyle -v_{(x)i}} a hmotnost se nezměnila, je změna hybnosti {\displaystyle i}-té částice dána vztahem
{\displaystyle \Delta p_{{\text{hybnost}},(x)i}=mv_{(x)i}-m(-v_{(x)i})=2mv_{(x)i}\,}
Celková {\displaystyle x}-ová složka průměrné síly působící na stěnu nádoby {\displaystyle i}-tou částicí je
{\displaystyle F_{(x)i}={\frac {2mv_{(x)i}}{\frac {a}{v_{(x)i}}}}={\frac {2mv_{(x)i}^{2}}{a}}}
Zanedbali jsme srážky částic a dělali, jakoby se každá částice beze srážek pohybovala ze strany na stranu. To je možné, protože srážky jsou dokonale pružné (tzn. zachovává se při nich hybnost). Celková změna hybnosti při srážkách je tedy nulová.

Celkovou velikost průměrné síly, kterou působí všech {\displaystyle N} částic ve všech třech směrech, získáme součtem příspěvků od jednotlivých částic pro všechny směry, tzn.
{\displaystyle F=\sum _{k=\{x,y,z\}}\sum _{i=1}^{N}F_{(k)i}=\sum _{i=1}^{N}F_{(x)i}+F_{(y)i}+F_{(z)i}=\sum _{i=1}^{N}{\frac {2mv_{(x)i}^{2}+2mv_{(y)i}^{2}+2mv_{(z)i}^{2}}{a}}=\sum _{i=1}^{N}{\frac {2mv_{i}^{2}}{a}}},
kde {\displaystyle v_{i}^{2}=v_{(x)i}^{2}+v_{(y)i}^{2}+v_{(z)i}^{2}} je tu čtverec velikosti rychlosti {\displaystyle i}-té částice.
Suma {\displaystyle {\frac {1}{N}}\sum _{i=1}^{N}v_{i}^{2}} si vysloužila speciální pojmenování střední kvadratická rychlost částice, značí se {\displaystyle \langle v^{2}\rangle } a odpovídá průměrné druhé mocnině rychlosti všech částic v souboru.
Pomocí látkového množství a střední kvadratické rychlosti lze celkovou sílu vyjádřit jako
{\displaystyle F={\frac {2N_{A}nm\langle v^{2}\rangle }{a}}}

#### Tlak na stěny nádoby
Použitím získaných vztahů lze celkový tlak vyjádřit jako
{\displaystyle p={\frac {F}{S}}={\frac {2N_{A}mn\langle v^{2}\rangle }{6a^{3}}}={\frac {N_{A}mn\langle v^{2}\rangle }{3V}}},
kde {\displaystyle V=a^{3}} je objem nádoby.
Pomocí ekvipartičního teorému lze výraz pro tlak přepsat užitím Boltzmannovy konstanty
{\displaystyle k={\frac {m\langle v^{2}\rangle }{3T}}}
jako
{\displaystyle p={\frac {N_{A}nkT}{V}}={\frac {nRT}{V}}},
kde {\displaystyle R=N_{A}k} je molární plynová konstanta.

Při výpočtu jsme využili tří dimenzí prostoru a tedy tří nezávislých směrů, ve kterých se mohou částice pohybovat. Tlak by skutečně vyšel jinak, kdyby se částice mohly pohybovat jen ve dvou směrech nebo kdyby byly například dvojice částic pevně spojeny do tvaru činky. Stále pak ale platí obecný tvar stavové rovnice ideálního plynu {\displaystyle {\frac {pV}{T}}={\text{konst}}}.
V našem případě výraz {\displaystyle {\frac {pV}{T}}} zůstává po celou dobu konstantní, protože {\displaystyle Rn} je konstantní výraz pro daný plyn. Jistě tedy vyhovuje obecné formulaci stavové rovnice.